# Evangelina Carrozzo
Evangelina Carrozzo (née le 19 novembre 1981) est une top-modèle, reine de beauté et danseuse argentine. 
Elle surprit la réunion internationale de chefs d'État à Vienne, le 12 mai 2006 ; à la suite des événements de la guerre du papier.

## Biographie

### Enfance
Evangelina Carrozzo a grandi à Gualeguaychú en Argentine, une ville frontalière de l'Uruguay.

### Événements du 12 mai 2006
Evangelina Carrozzo avait gagné le titre de reine de beauté de Guayleguaychú quelques mois avant sa participation au quatrième sommet international Union européenne / Amérique latine et Caraïbes qui se tenait à Vienne les 11 et 12 mai 2006. 
La guerre du papier, un contentieux entre l'Argentine et l'Uruguay prenant alors de l'ampleur dans les relations entre les deux pays, implique l'implantation de deux usines de papier en Uruguay et, selon l'Argentine, des risques environnementaux pour le Rio Uruguay. Evangelina Carrozzo s'impliqua alors avec l'association Greenpeace, laquelle lui permit de se rendre à Vienne pour le sommet international. Carrozzo avait 15 jours pour planifier ses actions. 
Accompagnée d'un autre militant Greenpeace, elle put obtenir une carte de presse et prendre part au sommet. Une fois dans le bâtiment où se tenait la réunion, elle retira son long manteau pour révéler un bikini et courut face aux chefs d'État au moment de la pause photo. Elle portait un message, écrit en espagnol et en anglais : « Basta de papeleras contaminantes / No pulpmill pollution » (« Non aux usines polluantes »). Elle fut rapidement mais sans violence écartée de la scène par les forces de sécurité. Le président du Venezuela Hugo Chávez, qu'elle a décrit comme étant « sociable », lui aurait prétendument soufflé un baiser.
Par la suite, les médias uruguayens ont qualifié Evangelina Carrozzo de « mauvais exemple de la culture du Rio de la Plata ».